# 党卫队经济与管理部
党卫队经济与管理部（德語：SS-Wirtschafts-Verwaltungshauptamt，缩写为SS-WVHA）是納粹德國親衛隊的12個中央指揮部門之一，它负责全親衛隊的經濟和行政運作。

## 历史
党卫队经济与管理部的前身是党卫队管理和经济局与纳粹德国内政部预算和建设局，它正式成立于1942年2月，由党卫队上级集团领袖（相当于国防军的大将）奥斯瓦尔德·波尔担任部长。
1942年3月，海因里希·希姆莱下令將其管理集中营囚犯的集中營督察局移轉至親衛隊經濟行政本部旗下管轄，集中營督察室改編為親衛隊經濟行政本部D室，集中營總督察理查德·格吕克斯為局長，自此纳粹党開始将集中营的作用从隔離監禁納粹黨所不受歡迎者轉變為用來為親衛隊提供生產勞動力的機構，此後集中營的營運全為親衛隊經濟行政本部負責。
親衛隊經濟行政本部和德意志帝國銀行總裁兼納粹德國經濟部長的Walther Emanuel Funk一同將被收押進集中營的犯人身上攜帶和社會之中所有財產奪取後，集中移往德意志帝國銀行內吞沒。
親衛隊經濟行政本部即會派遣名為「經濟領導（Wirtschaftsführer）」的人員到党卫队国家安全部管轄下的納粹德國地區對納粹德國的地方警政（親衛隊）的財政作細部管理。
1944年秩序警察本部（Hauptamt Ordungspolizei）招空襲摧毀後，親衛隊經濟行政本部將納粹德國秩序警察(親衛隊)的財政管理全縣全部都轉一至管轄下。

## 组织
- A局：行政 
  - I处：預算
  - II处  ：財政及薪資
  - III处：法務
  - IV处  ：會計
- B局：管理
  - I处 ；糧食
  - II处 ；衣物
  - III处 ；住宿
  - IV处 ；原物料和調度
  - V处 ；運輸
- C局：建設
  - I处：一般建築
  - II处：特別建築
  - III处：技術
  - IV处：藝術
  - V处：建築監督中心
  - VI处：工程管理和稽查
- D局：集中營
  - I处：全體事務中心
  - II处：勞動分配
  - III处：集中營健康和衛生
  - VI处：集中營管理
- W局：經濟
  - I处：德國本土採石場（德意志土石製造有限公司、梅塞施密特股份公司等管理，有關採石、煉磚、兵器生產）
  - II处：東部德國採石場（陶瓷、建材、水泥生產）
  - III处：食品企業 （德意志糧食有限公司等管理，魚、肉加工，草藥、麵包製作）
  - IV处：紡織、皮革（纖維加工公司、皮料加工有限公司等管理，制服、徽章、皮革生產）
  - V处：書籍、繪畫 （挪威出版有限公司等管理，文化、歷史書籍出版，藝術品管理）
  - VI处：特殊（德意志文化紀念碑發揚保護協會等）

## W局

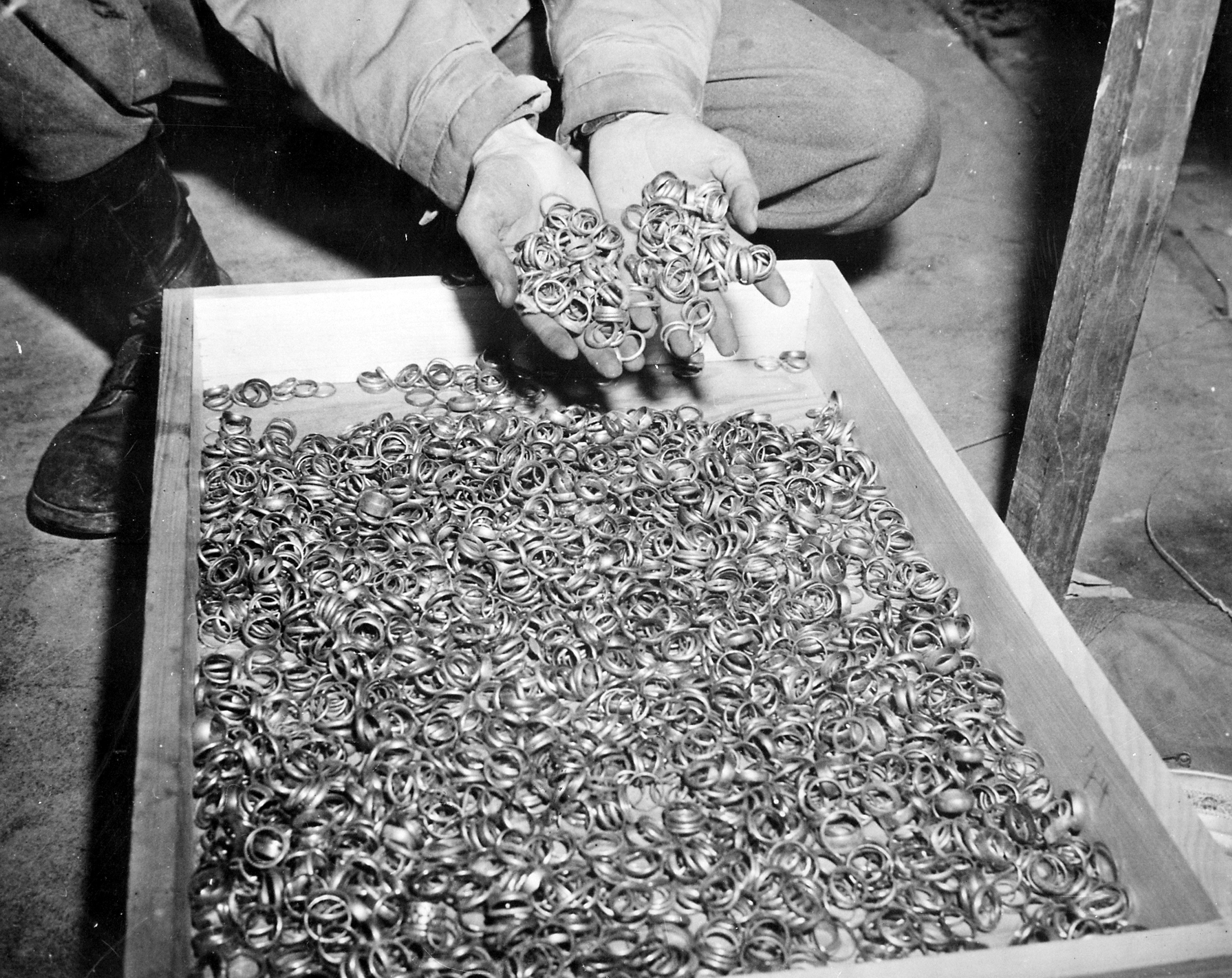
1945年，美军解放布痕瓦尔德集中营时发现了大量的戒指，它们都是親衛隊經濟行政本部与党卫队骷髅总队从犹太人大屠杀中被杀害的人的身上得到的。

W辦公組是親衛隊經濟行政本部中最大的一个辦公組，親衛隊經濟行政本部从1942年开始就通过强迫集中的囚犯制造武器装备和进行建筑活动给親衛隊提供丰厚后勤支持，强迫集中的囚犯劳动任务主要由親衛隊經濟行政本部的D辦公組来完成。由于有着源源不断的、低成本的劳动力，經濟行政本部Ｗ局可以迅速地生产大量廉价的产品。
从1942年开始，親衛隊經濟行政本部W辦公組在不给集中的囚犯增加食物和改善条件的情况下要求他们有更高的劳动效率，党卫队骷髅总队开始使用残酷的杀人方法来逼迫集中的囚犯完成目标。
W局控制着整个身生产业务，从原料的提取到制造及销售，销售有时是直接销售，有时则是通过空壳公司来销售，纳粹德国入侵苏联之后，W局接管了纳粹德国占领区之下的苏联制造工厂和采矿工厂。
由于控制着无穷无尽集中营囚犯资源，W局还与工业企业签订合同，将集中营囚犯“出租”给它们使用，合同中对所需要囚犯的数量、囚犯所从事工作的类型、需要的党卫队看守的数目、囚犯的食宿问题、一个囚犯一天的“租金”等都做了详细的规定，司萨尔茨吉特、梅塞施密特、克虏伯、容克斯、法本、亨克尔等公司都参与了“承租”囚犯的工作。
1945年时，W局控制了500家德国公司，有些公司的产品垄断了全德国的市场，如阿波利纳里斯矿泉水、阿拉契瓷器、建材、建筑装备等。

## 引用出處
- 栗原優. . ミネルヴァ書房. 1997. ISBN 978-4623027019.
- ラウル・ヒルバーグ. . 望田幸男・原田一美・井上茂子 翻譯. 柏書房. 1997. ISBN 978-4760115167.
- ラウル・ヒルバーグ. . 望田幸男・原田一美・井上茂子 翻譯. 柏書房. 1997. ISBN 978-4760115174.
- 山下英一郎. . 彩流社. 2010. ISBN 978-4779114977.